# Bolbocești
Bolbocești – wieś w Rumunii, w okręgu Gorj, w gminie Albeni. W 2011 roku liczyła 396 mieszkańców.